# Milenko Rosić
Milenko Rosić, slovenski defektolog, zdravnik* ?.

## Odlikovanja in nagrade
Leta 2003 je prejel častni znak svobode Republike Slovenije z naslednjo utemeljitvijo: »za organizacijsko in razvojno delo v dobro varovancem Zavoda za varstvo in usposabljanje dr. Marijana Borštnarja Dornava«.